# Saba Kord Afshari
Saba Kord Afeshari, geboren in 1998 of 1999, is een Iraanse mensenrechtenactivist.
Afeshari werd op 2 augustus 2018 opgepakt bij een protestactie in Teheran, deels omdat ze weigerde de verplichte sluier te dragen. Na de arrestatie van haar en vele anderen gaf Amnesty International op 8 augustus een "openbare verklaring" af waarin wordt opgeroepen tot de vrijlating van al degenen die zijn gearresteerd uitsluitend voor deelname aan vreedzame protesten.
In februari 2019 werd ze voorwaardelijk vrijgelaten, waarna ze bleef protesteren tegen de schending van de mensenrechten door het regime. Begin juni 2019 werd ze opnieuw in hechtenis genomen en in augustus 2019 veroordeeld tot 24 jaar gevangenisstraf waarvan 15 jaar onvoorwaardelijk, voor "verspreiding van corruptie en prostitutie door haar hidjab af te doen en zonder sluier te lopen" en wegens "verspreiding van propaganda tegen de staat”.
Volgens de Tawana-organisatie was ze pas 19 toen ze werd gearresteerd.